# Pietro Farina
Pietro Farina (ur. 7 maja 1942 w Maddaloni, zm. 24 września 2013 w Pozzilli) – włoski duchowny katolicki, biskup Caserty w latach 2009-2013.

## Życiorys
Święcenia kapłańskie przyjął 26 czerwca 1966 i uzyskał inkardynację do diecezji Caserta. Był m.in. seketarzem biskupim, rektorem niższego seminarium w Casercie i wykładowcą instytutu w tymże mieście oraz wikariuszem generalnym diecezji.
16 lutego 1999 papież Jan Paweł II mianował go biskupem diecezji Alife-Caiazzo. Sakry biskupiej udzielił mu 17 kwietnia 1999 kard. Lucas Moreira Neves.
25 kwietnia 2009 otrzymał nominację na biskupa rodzinnej diecezji Caserty.
Zmarł w szpitalu w Pozzilli 24 września 2013.